# Pfarrkirche Adnet

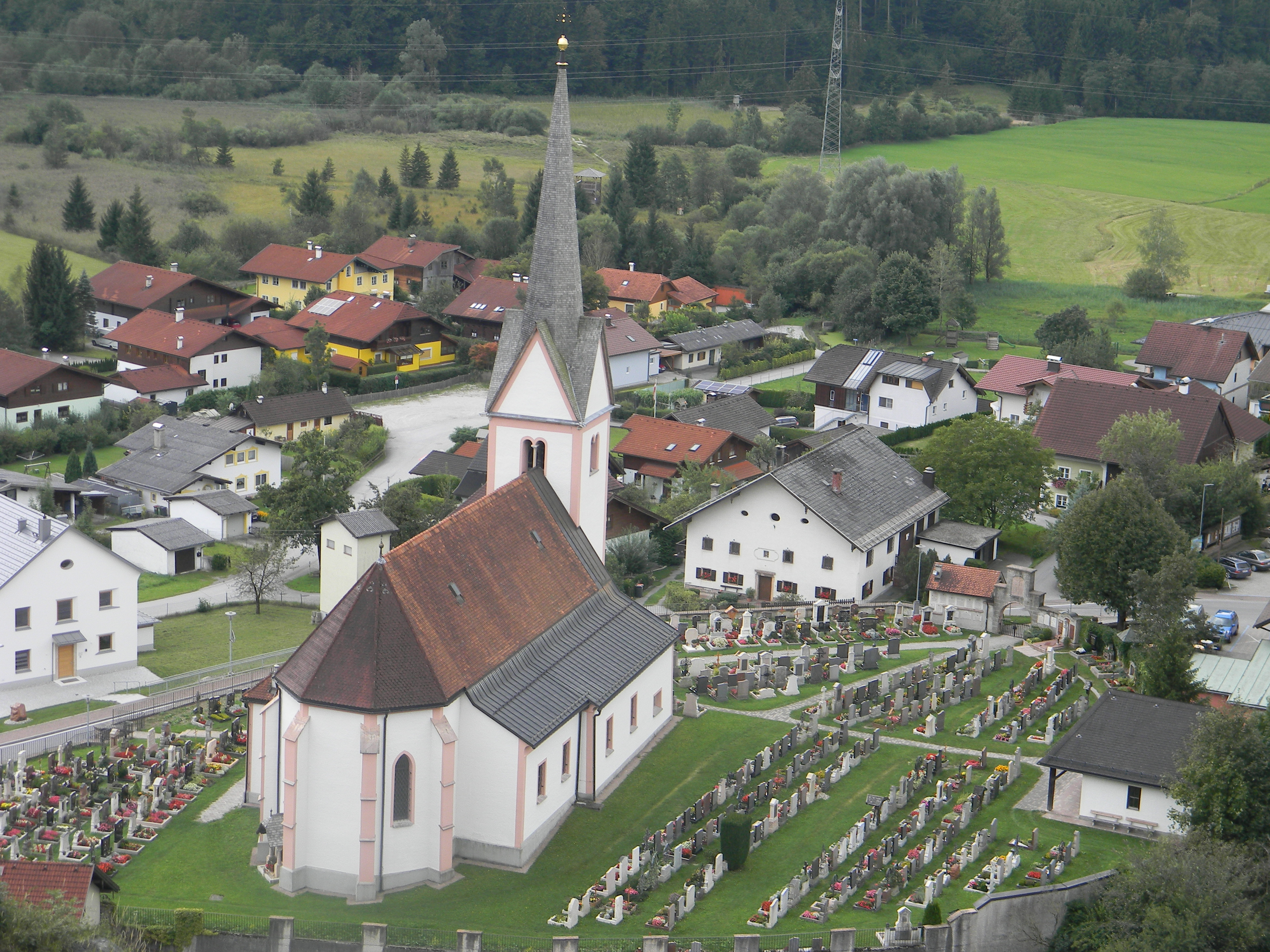
Katholische Pfarrkirche Hll. Stephanus und Laurentius in Adnet

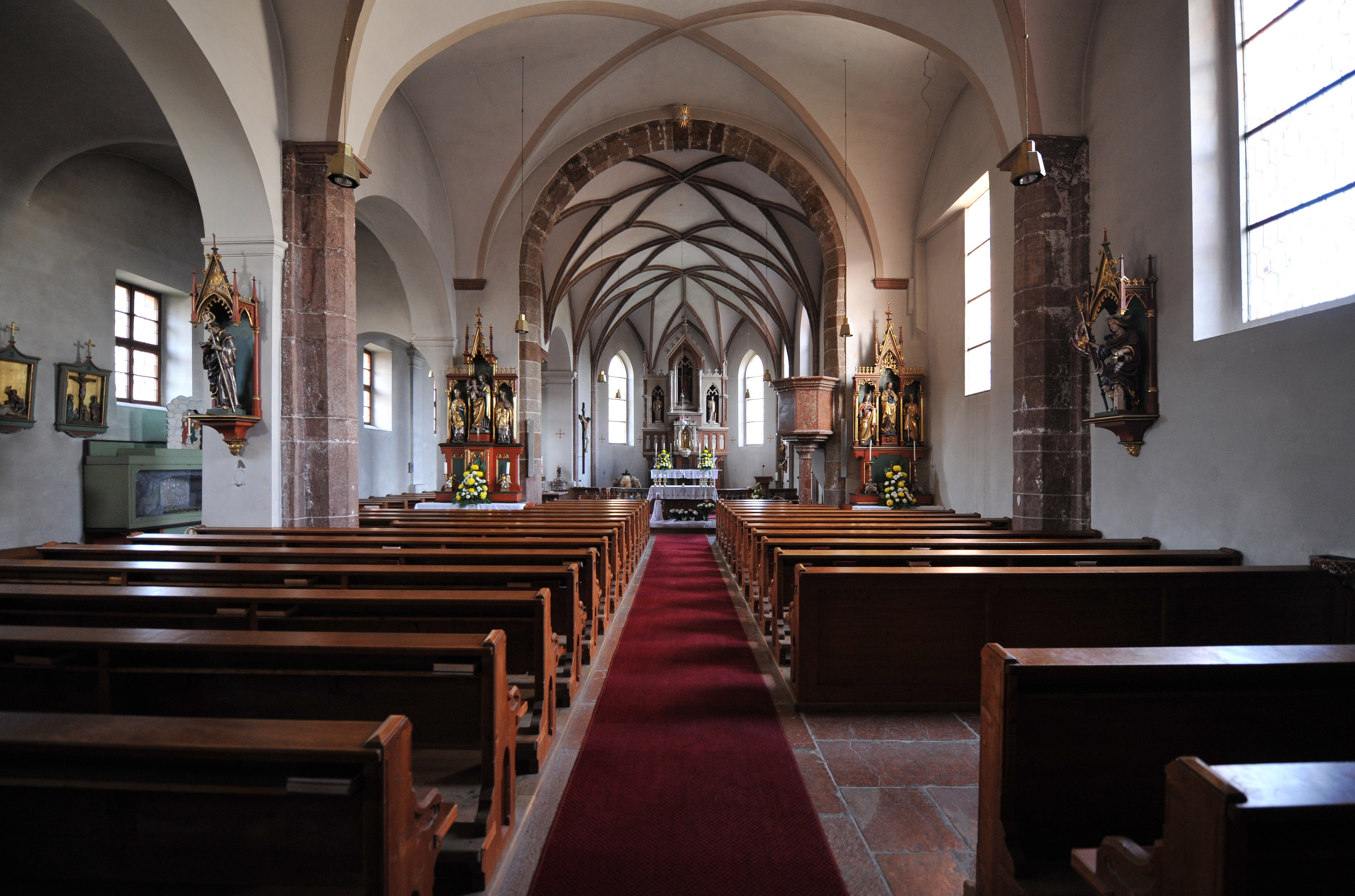
Langhaus mit nördlichem Seitenschiff zum Chor

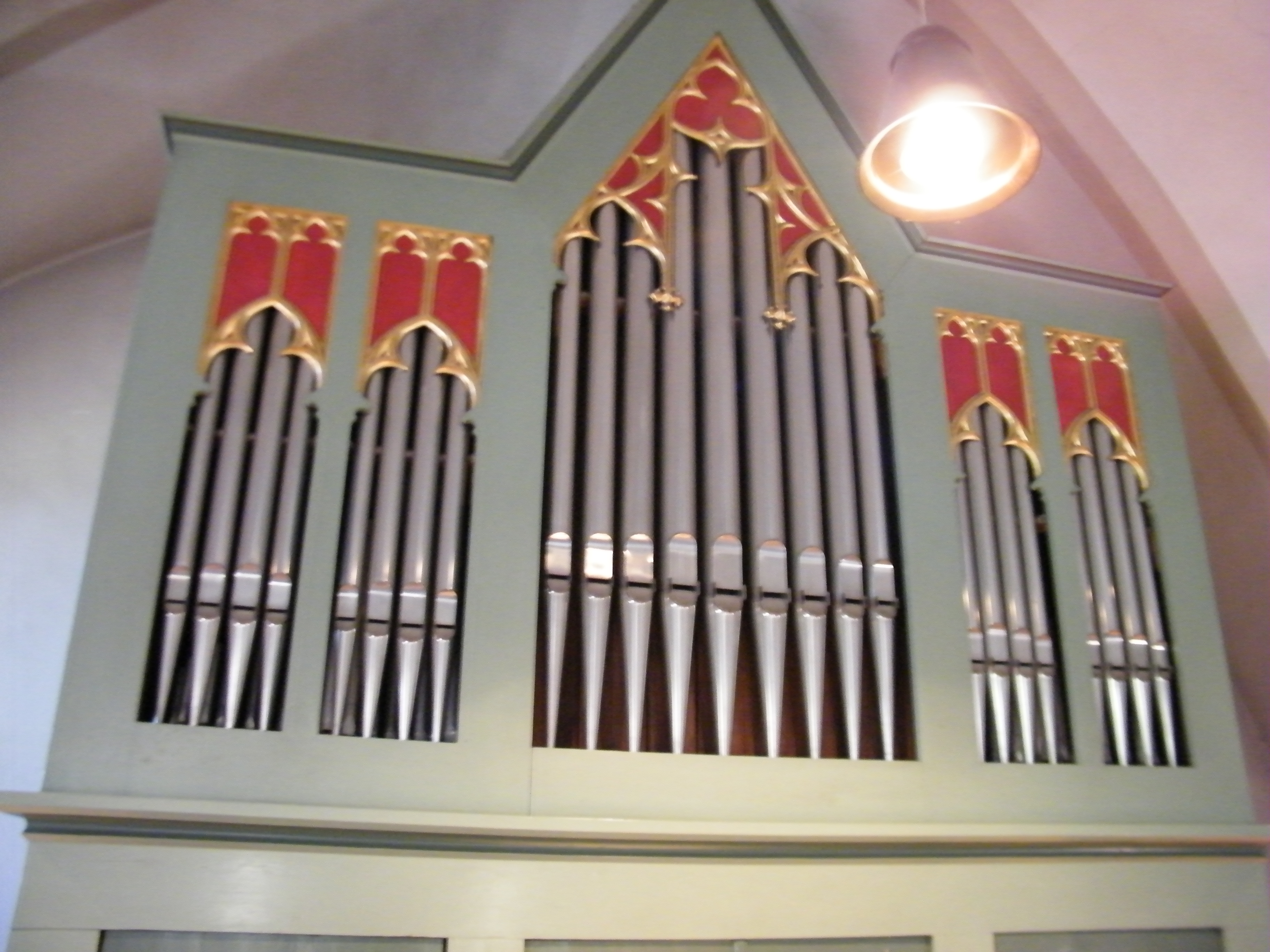
Orgel von Albert Mauracher, 1891

Die römisch-katholische Pfarrkirche Adnet steht in Adnet im Bezirk Hallein im Land Salzburg. Die Pfarrkirche zu den hll. Stephanus und Laurentius gehört zum Dekanat Hallein in der Erzdiözese Salzburg, das Patrozinium wird am 26. Dezember gefeiert. Die Kirche steht unter Denkmalschutz.

## Geschichte
Eine Kirche wurde 745 urkundlich genannt. Der spätgotische Kirchenbau wurde 1706 um ein nördliches Seitenschiff erweitert. 1856 wurde die Kirche zur Pfarrkirche erhoben. Nach einem Turm- und Dachstuhlbrand 1890 wurde die Einrichtung zur Gänze erneuert. 1977 erfolgte eine Außen- und 1972 eine Innenrestaurierung.

## Architektur
Die Kirche steht südöstlich des Ortes Adnet im Talgrund und ist von einem Friedhof umgeben.
Kirchenäußeres
Das nördlich um ein Seitenschiff erweiterte Langhaus wird einem Satteldach überspannt und hat im Süden ein tiefes abgefastes Segmentbogenportal. Der Chor mit einem polygonalen Schluss hat abgetreppte Strebepfeiler. Der nicht gegliederte spätgotische Westturm mit Biforenfenstern trägt einen Spitzgiebelhelm aus 1929. Das abgefaste Spitzbogenportal im Westen führt in eine kreuzgratgewölbte Turmhalle. Dort führt ein mehrfach gekehltes und verstäbtes spätgotische Innenportal unter einem geraden Sturz ins Innere, über dem ein segmentbogenförmiges Relief die Steinigung des Stephanus aus dem späten 15. Jahrhundert darstellt.
Kircheninneres
Das dreijochige Langhaus hat Kreuzgratgewölbe auf polygonalen Pfeilern mit Basis und Kapitell. Spolien des spätgotischen Gewölbes wurden 1973 bei der Grabung unter dem Kirchenboden gefunden. Der Rundbogen des Chorbogens ist abgefast. Der im Süden eingezogene zweijochige Chor hat einen Fünfachtelschluss und ein Netzrippengewölbe mit einem vierteiligen Rautenstern auf polygonalen Diensten mit Basis aus dem Anfang des 16. Jahrhunderts. Die Empore wurde 1972 eingebaut. Die Joche des Seitenschiffes sind kreuzgratgewölbt, die zwei Joche am Chor sind etwas schmäler und haben einen geraden Schluss. Das Seitenschiff zeigt sich mit Pilastergliederung und einem durchgehenden stark profilierten Kranzgesims. Das Seitenschiff beim Chor ist zum Chor mit einer mittigen tragenden breiten Rundsäule weit geöffnet. Das Sakristeiportal südlich im ersten Joch des Chores entstand um 1700. Darüber ist ein Portal mit Balkon zur Kanzel. Die Sakristei hat eine Flachdecke.
Anbauten
Im Süden des Turmes wurde 1693 eine Ölbergkapelle mit zwei Rundbogenarkaden geöffnet angebaut. Innen hat die Ölbergkapelle zwei Kreuzgratgewölbe. In der Kapelle befindet sich eine Figurengruppe der Ölbergszene um 1890 sowie ein Grabstein Thomas Helweger Steinmetz aus der zweiten Hälfte des 17. Jahrhunderts.
Im Süden des ersten Joches des Langhauses wurde 1718 eine Totenkapelle unter einem Satteldach angebaut. An der Ostwand der Totenkapelle ist eine Nische mit einem Beinkästchen aus dem 19. Jahrhundert angebaut. Innen hat die Totenkapelle eine Flachdecke mit einem Stuckspiegel. Der Altar aus der Bauzeit zeigt das Altarbild Sieben Zufluchten und im Oberbild die Trinität. Es gibt einen Priestergrabstein aus 1674.
Im Süden des ersten Joches des Chores wurde eine barocke Sakristei unter einem abgewalmten Dach angebaut. Die Gewände der Fenster sind gefast.

## Ausstattung

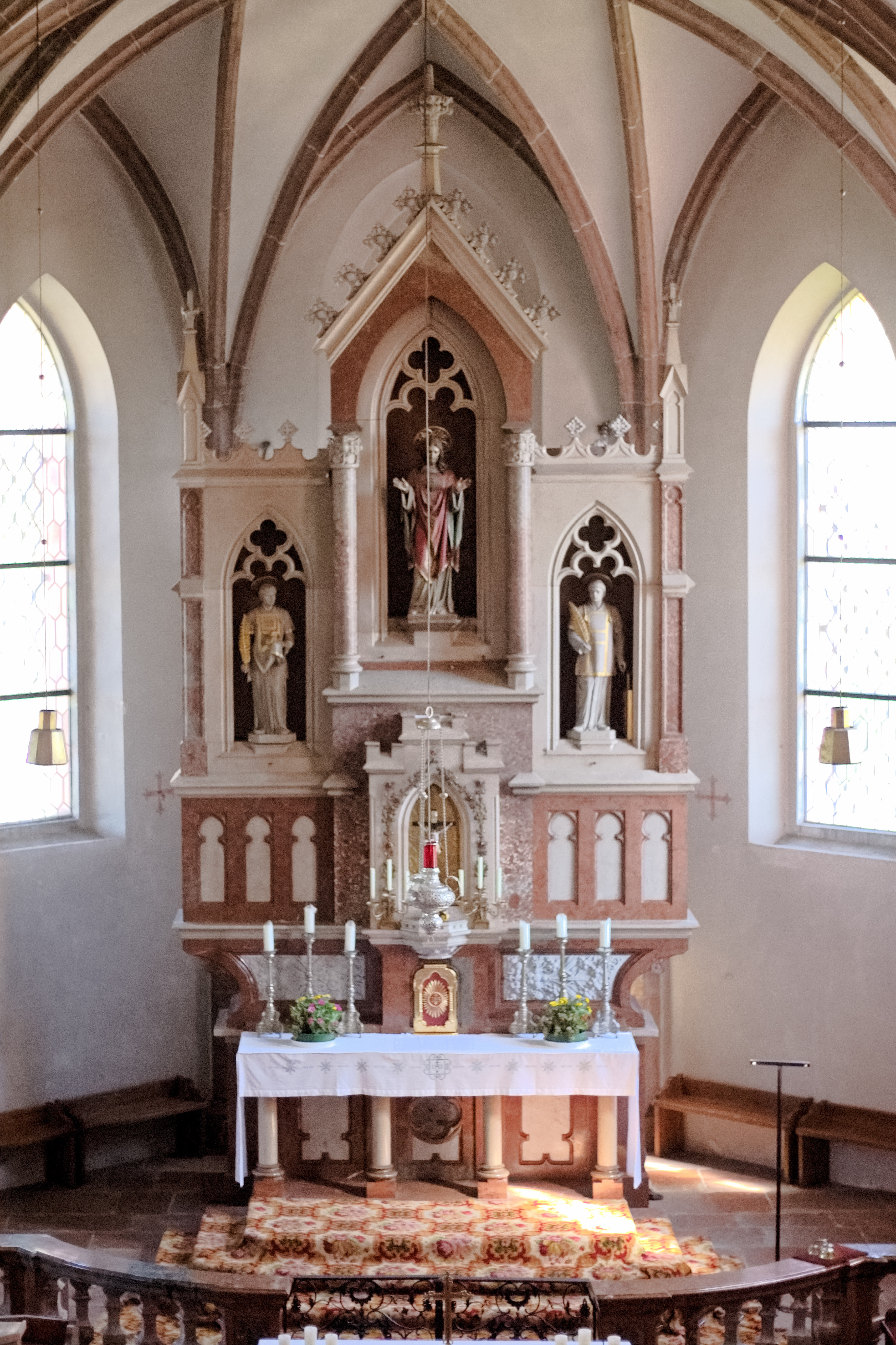
Hochaltar

Die Altäre entstanden 1890. Der Hochaltar aus Marmor trägt die Mittelfigur Guter Hirte im Wechsel mit der Mittelfigur Auferstandener um 1890, und die Seitenfiguren Stephanus und Laurentius. Der linke Seitenaltar trägt die Figuren Joseph, Rupert und Virgil. Der rechte Seitenaltar trägt die Figuren Immaculata, Barbara und Katharina. Die Marmor-Kanzel auf einer oktogonalen Säule mit Basis und Kapitell stammt aus dem Anfang des 16. Jahrhunderts, das Marmor-Speisgitter aus der Mitte des 18. Jahrhunderts. Mehrere Grabsteine stammen aus dem 18. Jahrhundert.
Die Orgel baute Albert Mauracher (1891).

## Friedhof
Das Eingangsportal mit abgefastem Rundbogen zeigt im oberen Mittelfeld außen das Relief Stephanus und Laurentius und innen das Relief Kreuzigung mit 1520 bezeichnet.

## Pfarrhof
Der im Kern aus dem 17. Jahrhundert stammende Pfarrhof wurde 1970/1972 umgebaut und zeigte das Wappen von Erzbischof Max Gandolf von Kuenburg (1676). 2015 wurde er abgetragen und durch einen Neubau ersetzt.